# خوان موسكيرا
خوان موسكيرا (بالإسبانية: Juan Mosquera) هو لاعب كرة قدم كولومبي، ولد في 10 فبراير 1996 في Turbo, Colombia ‏ في كولومبيا. لعب مع نادي ماريتيمو.

## وصلات خارجية
- خوان موسكيرا على موقع قاعدة بيانات كرة القدم.إي يو (الإنجليزية)
- خوان موسكيرا على موقع Soccerway.com (الإنجليزية)